# Świerzna
Świerzna – wieś w Polsce położona w województwie dolnośląskim, w powiecie oleśnickim, w gminie Oleśnica.
W gminie Oleśnica istnieje też przysiółek Świerzna.

## Podział administracyjny
W latach 1975–1998 miejscowość administracyjnie należała do województwa wrocławskiego.

## Zabytki

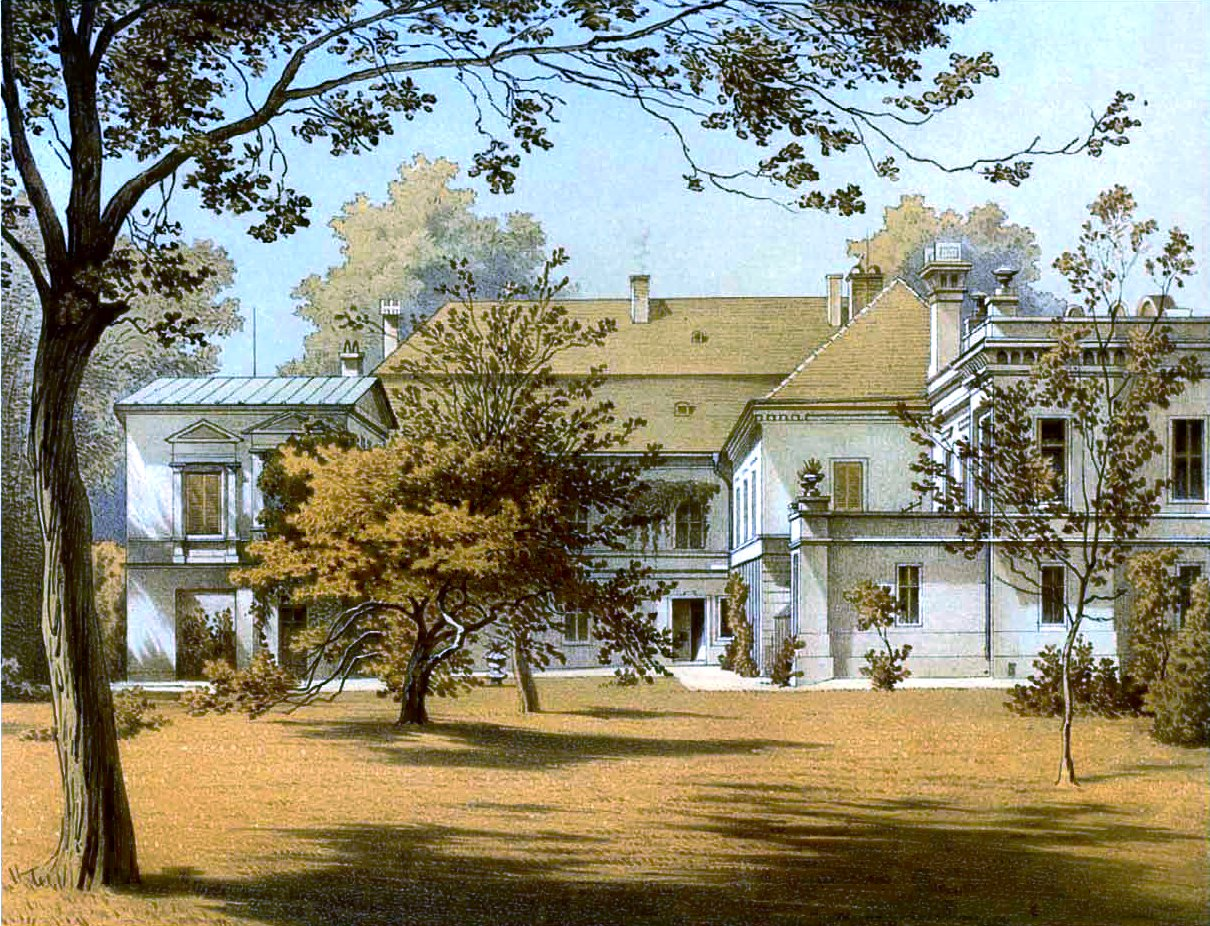
Rittergut Schwierse

Do wojewódzkiego rejestru zabytków wpisany jest:
- park, z około 1810 r., 1870 r.